# Circus eylesi
Il falco di palude di Eyles (Circus eylesi) è un falconiforme estinto vissuto in Nuova Zelanda.
È un chiaro esempio di gigantismo insulare, in quanto pesava il doppio di un comune falco di palude e aveva un'apertura alare attorno ai 2,5 m.